# Eloeophila czernyi
Eloeophila czernyi là một loài ruồi trong họ Limoniidae. Chúng phân bố ở miền Cổ bắc.